# مارتن كوف
مارتن كوف (بالإنجليزية: Martin Kove)‏ ممثل أمريكي، وهو من مواليد 6 مارس 1946، وقد شارك في عدة أفلام ومسلسلات، ومنها فيلم رامبو: الدم الأول 2 .

## وصلات خارجية
- مارتن كوف على موقع IMDb (الإنجليزية)
- مارتن كوف على موقع ميتاكريتيك (الإنجليزية)
- مارتن كوف على موقع روتن توميتوز (الإنجليزية)
- مارتن كوف على موقع ألو سيني (الفرنسية)
- مارتن كوف على موقع أول موفي (الإنجليزية)
- مارتن كوف على موقع قاعدة بيانات الأفلام السويدية (السويدية)
- مارتن كوف على موقع إن إن دي بي (الإنجليزية)
- مارتن كوف على موقع قاعدة بيانات الفيلم (الإنجليزية)
- مارتن كوف على موقع كينوبويسك (الروسية)